# Frans Couton
Franciscus Johannes (Frans) Couton (Amsterdam, 7 augustus 1895 – aldaar, 13 januari 1972) was een Nederlands voetballer die als verdediger speelde.
Hij ging in 1916 van DEC naar Ajax. Hij won met Ajax in het seizoen 1917/18 de eerste landstitel van de club. Ook in het seizoen 1918/19 werd hij met Ajax kampioen en in het seizoen 1916/17 werd de beker gewonnen. In 1921 was Couton enkele maanden geschorst omdat hij een van de initiatiefnemers was voor een profclub. Aan zijn carrière kwam in 1928 abrupt een einde door een motorongeluk.
Hij werd in augustus 1919 opgeroepen voor het Nederlands voetbalelftal maar tot een debuut kwam het niet. Wel speelde hij tegen een Noorse selectie. Tussen 1922 en 1928 was hij bestuurslid bij Ajax en zat daarna nog in de Elftalcommissie (1936, 1939, 1940).
Bij Ajax deed hij ook aan atletiek en met zijn ploeggenoten Jan de Natris, Hein Delsen en Jan van Dort vormde hij een estafetteploeg die meerdere prijzen won. Couton was handelaar in bouwmaterialen. Voetbaltrainer Michele Santoni is een achterkleinzoon van hem.